# Flik 10
A Flik 10 (magyarul: 10. repülőszázad) az Osztrák-Magyar Légierő egyik első világháborús repülőszázada volt.

## Története
A századot az elsők között szervezték meg 1914-ben, néhány hónappal a háború kirobbanása előtt. Az orosz hadba lépés következtében a hadvezetés átcsoportosította a 3., 5., 7., 8. és 11. repülőszázadokat. Míg a 10. repülőszázadot csupán 1915 májusában (az olasz hadba lépés következtében) csoportosították az orosz frontra. A repülőszázadban 2 híres ászpilóta szolgált, Otto Jäger és Karl Urban. Több közös vonása is akad a pilótáknak, ugyanis mindketten fejenként 5 légi győzelmet arattak a században, illetve mindketten bevetés közben szenvedtek hősi halált.
A háború (amely a repülőgép állomány szinte teljes elveszítésével járt) után, a békeszerződések következtében a légierő mint fegyvernem megszűnt a Monarchia területén, ennek következtében az összes repülőszázadot feloszlatták.

### Ászpilóták
| Név                           | Században elért légi győzelem |
| ----------------------------- | ----------------------------- |
| Karl Urban                    | 5                             |
| Otto Jäger                    | 5                             |
| Összes igazolt légi győzelem: | 10                            |

## Lásd még
- Császári és Királyi Légierő
- Osztrák–Magyar Monarchia